# Gachsaran
Gachsaran sau Dogonbadan este un oraș din Iran.